# Tryphine
 (mai 2018).
Si vous disposez d'ouvrages ou d'articles de référence ou si vous connaissez des sites web de qualité traitant du thème abordé ici, merci de compléter l'article en donnant les références utiles à sa vérifiabilité et en les liant à la section « Notes et références ».
La tryphine  en botanique, est un composé de nature lipidique mais qui contient également des glycoprotéines. Elle ne se dépose pas de manière uniforme autour du grain de pollen, elle se dépose au niveau des ornementations de l'exine, au niveau des cavités de la paroi, cela à un rôle important dans la reconnaissance pollen-stigmate.